# Тюльпанове дерево (пам'ятка природи, Хмельницька область)
Тюльпа́нове де́рево — ботанічна пам'ятка природи місцевого значення в Україні. Розташована межах Хмельницького району Хмельницької області, в селі Райківці, на території дитячого садка, поруч з Райковецьким парком. 
Площа 0,01 га. Охоронний режим встановлено 1991 року. Перебуває у віданні Райковецької сільської ради. 
Охороняється розкішна особина тюльпанового дерева (ліріодендрон тюльпановий). Діаметр стовбура 64 см, висота бл. 25 м. Має стрункий стовбур з широкою кроною. Такі параметри свідчать про те, що дерево є не лише найстарішим представником даного виду в Хмельницькій області, але й одним із найстаріших в Україні. 
Має наукове, естетичне, еколого-виховне значення.